# Шарль Платон
Шарль Платон, народився 19 вересня 1886 року в Пужолі (Жиронда), помер 28 серпня 1944 року в Валужу (Дордонь), був французьким генерал-офіцером і політиком. Міністр колоній в уряді Віші з 1940 по 1943 рік, ворожий де Голлю, він загинув, страчений командосом партизанів FTP за співпрацю з нацистською Німеччиною. 
22 липня 1944 року він був схоплений у своєму будинку в Пужолі партизанами FTP з Дордонь (6-й батальйон) внутрішніх сил Франції. Його доставили до ПК підсектору C Дордоні в Сен-Жан-д'Еро, де він був доставлений до військового суду під головуванням Мішеля Шнеерсона, майбутнього мера Мюссідана з 1946 по 1947 рік. Звинувачення підтримано в Перегляд документів, знайдених у будинку Карла Платона. Захист надає Андре Урбанович (псевдонім «подвійний метр» щодо його розміру). Смертний вирок був оголошений 24 липня 1944 року. Через кілька днів його перевели в маєток Кейрі (комуна Валожуль), поблизу Монтіньяка, перед тим як подати до нового військового суду і знову засудити до смертної кари.
Розстріляний 28 серпня 1944 року в провулках Домен-де-ла-Кері о 22:40. Він сам командував розстрільною командою.
Похований у родинному склепі Пужоль (Жиронда) у 1956 році. 